# Sihathor
Menwadjre Sihathor là một vị vua sớm nở chóng tàn thuộc vương triều thứ 13 trong giai đoạn cuối của thời kỳ Trung Vương Quốc. Sihathor có thể chưa bao giờ có được một triều đại độc lập, có thể chỉ cai trị như là một đồng nhiếp chính trong một vài tháng với người anh trai Neferhotep I. Theo nhà Ai Cập học Kim Ryholt, Sihathor qua đời vào năm 1733 TCN trong khi Detlef Franke xác định triều đại ngắn ngủi của ông là vào năm 1694 TCN. Ngôi mộ của ông dường như là một ngôi mộ chưa hoàn thành nằm giữa các ngôi mộ của những người anh trai của ông là S9 và S10, ở Abydos.

## Chứng thực
Theo như lần đọc mới gần đây nhất cuộn giấy cói Turin bởi Ryholt, Sihathor được ghi lại tại cột thứ 7, dòng thứ 26 (theo Gardiner là cột thứ 6, hàng thứ 26).
Sihathor được chứng thực trên hai bức tượng đến từ khu điện thờ Hekaib ở Elephantine như là một "Người con trai của đức vua", ở đây nó là một tước hiệu danh dự chỉ dẫn tới việc người anh trai của ông Neferhotep I đang là vua. Hai bản khắc đá đến từ Philae và đảo Sehel tiếp đó còn đề cập tới việc Sihathor là một người em trai của Neferhotep I. Theo Ryholt và Stephen Quirke, Sihathor còn được chứng thực như là một vị vua trên một con dấu trụ lăn bằng đá steatite, ngày nay nằm tại bảo tàng Petrie (UC1157), và một hạt hột không rõ nguồn gốc, ngày nay nằm tại bảo tàng Brooklyn. Một vài con dấu khác đề cập tới người con trai của đức vua Sihathor cũng được biết đến, nhưng Ryholt kết luận rẳng chúng có thể phù hợp với một Sihathor khác. Cuối cùng, Vivian Davies chỉ ra sự tồn tại của một bức tượng thuộc về Sihathor được tạo ra sau khi ông qua đời và tại đó ông chỉ được nhận tước hiệu "Người con trai của đức vua".

## Gia đình

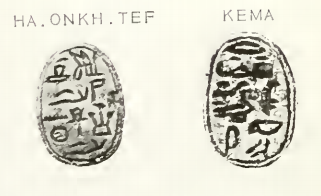
Các con dấu hình bọ hung thuộc về "Người giữ ấn của hoàng gia, người cha thần thánh Haankhef", cha của Sihathor, và "Công chúa, Người con gái thần thánh Kema", con gái của Neferhotep, cháu gái của Sihathor.

Gia đình của Sihathor được biết rõ nhờ vào những bản khắc đá ở Philae và Sehel được tạo ra theo lệnh của người anh trai ông là Neferhotep I. Nhờ vậy mà chúng ta biết được người cha của Sihathor có tên là Haankhef, mẹ của ông là Kemi và những người anh em của ông là Neferhotep I và Sobekhotep IV, người sau này cũng đã kế vị ngai vàng.

## Lăng mộ
Nhà Ai Cập học và khảo cổ học Josef W. Wegner thuộc trường đại học Pennsylvania đã chỉ huy nhiều cuộc khai quật lăng mộ và khu phức hợp mai táng của Senusret III ở Abydos cũng như là khu nghĩa địa xung quanh. Khu nghĩa địa được phát hiện này bao gồm các lăng mộ hoàng gia có niên đại từ Thời kỳ Chuyển tiếp thứ Hai cũng như là từ giai đoạn cuối của thời kỳ Trung Vương quốc trước đó. Đặc biệt là hai ngôi mộ lớn, S9 và S10 mà ngày nay được cho là thuộc về những vị pharaon anh em của Sihathor, Neferhotep I và Sobekhotep IV. Quả thực, các bằng chứng thu thập được từ những ngôi mộ xung quanh tiết lộ rằng một vị vua Sobekhotep đã được an táng ở S10, người này chắc hẳn phải là Sobekhotep IV nhờ vào kích thước của ngôi mộ, niên đại tổng quát và vị trí của nó ở Abydos. Do đó, S9 dường như là thuộc về Neferhotep I.
Những kết luận này có vai trò quyết định trong việc xác định lăng mộ của Sihathor, vì quả thực Wegner đã tìm ra một ngôi mộ hoàng gia chưa được hoàn thành nằm sát cạnh phía đông bắc của S10, phía đông của S9. Theo ông ta, vị trị của nó cho thấy một điều rất chắc chắn rằng nó đã được dự định dành cho người thừa kế được lựa chọn của Neferhotep đó là Sihathor. Địa điểm chôn cất này dường như đã bị bỏ hoang vào thời điểm người chủ nhân theo dự tính của nó qua đời, cỗ quan tài khổng lồ bằng đá granite của nó đã được tái sử dụng vào giai đoạn sau này, trong thời kỳ Chuyển tiếp thứ Hai đầy hỗn loạn.